# Tomás Marín de Poveda
Tomás López Marín y González de Poveda, primo marchese di Cañada Hermosa (Lúcar, 26 febbraio 1650 – Santiago del Cile, 8 ottobre 1703), è stato un generale ed amministratore coloniale spagnolo che ricoprì anche l'incarico di Governatore Reale del Cile.

## Gioventù
Tomás Marín de Poveda nacque a Lúcar, provincia di Almería, figlio di Tomás López Marín e María González de Poveda. Si spostò nelle Americhe nel 1687 con lo zio, nominato arcivescovo di Charcas, nell'odierna Bolivia. Nel 1670 si spostò in Cile per la prima volta al seguito del governatore Juan Henríquez.
Tornò poi in Spagna, dove fu promosso tenente generale e nominato Governatore Reale del Cile il 1º luglio 1683. Fu però obbligato ad aspettare la fine del mandato del governatore in carica, José de Garro, prima di assumere l'incarico. Non avvenne prima del 1692.
Il 9 agosto 1687 divenne cavaliere dell'Ordine di Santiago. Nel 1689 scrisse una Preghiera funebre per Marie Louise of Orléans (spagnolo: Oracion Funebre a Doña María Luisa de Orleans) per commemorare la morte della regina.

## Governatore del Cile
La sua amministrazione su segnata da un breve infiammarsi della guerra di Arauco. Nel 1694 il toqui Millalpal ed i Mapuche furono incitati alla rivolta dalle attività non autorizzate di Antonio Pedreros, Commissario per gli Affari degli Indiani, contro i loro machi, che Pedreros aveva cercato di isolare e trasferire con la forza. Pedreros morì a causa delle ferite riportate nel tentativo di attraversare il fiume
died of wounds when his force tried to cross the Quepe per attaccare Millalpal.
L'esercito spagnolo del Regno del Cile fu inviato contro Millalpal guidato dal maestro di campo Alonso de Cordova e dal sergente maggiore Alonso Cobarrubias. Fu impossibile per Millalpal resistere, e dovette capitolare. Il governatore decise di convocare il parlamento di Choque-Choque con i Mapuche, scoprendo che Pedreros era stato la causa degli scontri, e firmò una pace che durò per circa 30 anni.
Poveda dovette affrontare anche gli attacchi di vari pirati contro il commercio cileno, e la competizione tra i vari funzionari della Audiencia Reale del Cile. Durante il suo mandato fondò le città di Rengo (Villa Hermosa) e Chimbarongo.
Come premio per i suoi servizi ricevette il titolo di marchese di Cañada Hermosa. Morì a Santiago l'anno successivo, nel 1703.